# Fleabag
Fleabag (Engl., etwa: Ekelpaket) ist eine britische Dramedyserie von und mit Phoebe Waller-Bridge in der Hauptrolle. Die Erstausstrahlung fand am 21. Juli 2016 auf BBC Three statt.
In Deutschland erschien die erste Staffel am 3. Februar 2017 bei Amazon Video. 2019 wurde die Serie mit sechs Emmys ausgezeichnet, darunter als beste Comedyserie und für die Hauptdarstellerin Waller-Bridge. Die Serie basiert auf dem ebenfalls von Waller-Bridge verfassten und 2013 im Soho Theatre aufgeführten gleichnamigen Theaterstück mit ihr in der Hauptrolle. Es war 2014 für den Olivier nominiert.

## Handlung
Die Britin Fleabag lebt in London und betreibt ein eher schlechtlaufendes Café. Dieses hatte sie gemeinsam mit ihrer besten Freundin Boo eröffnet, die vor dem Einsetzen der Serienhandlung gestorben ist: Boo wollte einen Unfall verursachen, um die Aufmerksamkeit ihres Freundes zurückzugewinnen, der mit einer anderen Frau geschlafen hatte. Dass dies Fleabag war, wusste sie nicht. Bei dem Unfall stirbt Boo jedoch gemeinsam mit zwei weiteren Personen. In der ersten Staffel versucht sich Fleabag durch verschiedene Affären von ihren Gefühlen abzulenken. Ihr Freund Harry, mit dem sie sich immer wieder streitet, verlässt sie endgültig.
Neben ihrer Trauer muss sich Fleabag vor allem mit der schlechten Beziehung zu ihrer Familie auseinandersetzen: Der Ehemann ihrer perfektionistischen Schwester Claire versucht sie auf einer Party zu küssen, doch Claire glaubt Fleabag nicht, da sie bereits Boo hintergangen hatte. Fleabags Vater ist in einer neuen Beziehung mit der besten Freundin seiner verstorbenen Frau – einer Künstlerin, die sich vor allem mit ihrer Sexualität auseinandersetzt. Fleabag, die sie nicht leiden kann, stiehlt aus ihrem Atelier die Statue einer nackten Frau, die sie und ihre Schwester im Verlauf der Serie mehrmals zurückgeben und wieder stehlen. Am Ende der ersten Staffel hat sich Fleabag von ihrer Familie entfremdet und ist verzweifelt. 
Die zweite Staffel setzt ein Jahr später ein. Fleabags Café läuft mittlerweile gut, und sie verzichtet auf bedeutungslose Affären. Ihr Vater und seine Partnerin haben sich verlobt. Während der Feier erleidet Claire eine Fehlgeburt. Um sie zu schützen, behauptet Fleabag gegenüber den Anwesenden, sie selbst habe eine Fehlgeburt gehabt. Insbesondere Claires Ehemann Martin äußert sich daraufhin abfällig und unsensibel zu dem Thema, sodass die Situation eskaliert und Fleabag Martin schlägt. Am Ende der Staffel verlässt Claire ihren Mann für einen finnischen Geschäftsmann.
Auf der Verlobungsfeier ihres Vaters lernt Fleabag auch den katholischen Priester kennen, der die kommende Trauung vollziehen soll. Er und Fleabag fühlen sich zueinander hingezogen, auch kann die sonst verschlossene Fleabag sich ihm anvertrauen. Doch der Priester hadert mit seinen Gefühlen, die unvereinbar mit seinem Amt sind. Nach einer gemeinsamen Nacht teilt er Fleabag schließlich mit, dass er sich für Gott entscheidet.
Fleabag durchbricht im Lauf jeder Folge mehrmals die Vierte Wand und spricht die Zuschauer direkt an. Dies wird in der zweiten Staffel innerhalb der Handlung nochmals durchbrochen, da der Priester wahrnimmt, dass Fleabag „irgendwie nicht hier“ ist und er manchmal hören kann, was sie zum Publikum sagt.

## Titel
Fleabag ist der Spitzname, den Phoebe Waller-Bridge von ihrer Familie bekommen hat. Die Protagonistin der Serie heißt nach dem Drehbuch auch Fleabag, obwohl dieser Name in der Serie nie ausgesprochen wird. Trotzdem ist der Inhalt der Serie nicht autobiographisch.
Das englische Wort Fleabag bezeichnet laut Cambridge Dictionary „a dirty and/or unpleasant person or animal“ („eine schmutzige und/oder unangenehme Person oder ein solches Tier“). Neben der wörtlichen Übersetzung „Flohsack“ bietet Pons deutsche Übertragungen wie „verwahrloster Streuner, Flohfänger“, „Ekel“, „Mistkerl“, „Mistvieh“ an. Laut Carolin Ströbele lässt sich der Serientitel jedoch kaum ins Deutsche übersetzen, da es zu den Begriffen keine weiblichen Versionen gibt. Genau das sei aber von der Serienschöpferin Waller-Bridge beabsichtigt: „Sie hat eine Frau erfunden, die ein richtiger Mistkerl sein kann“.

## Produktion

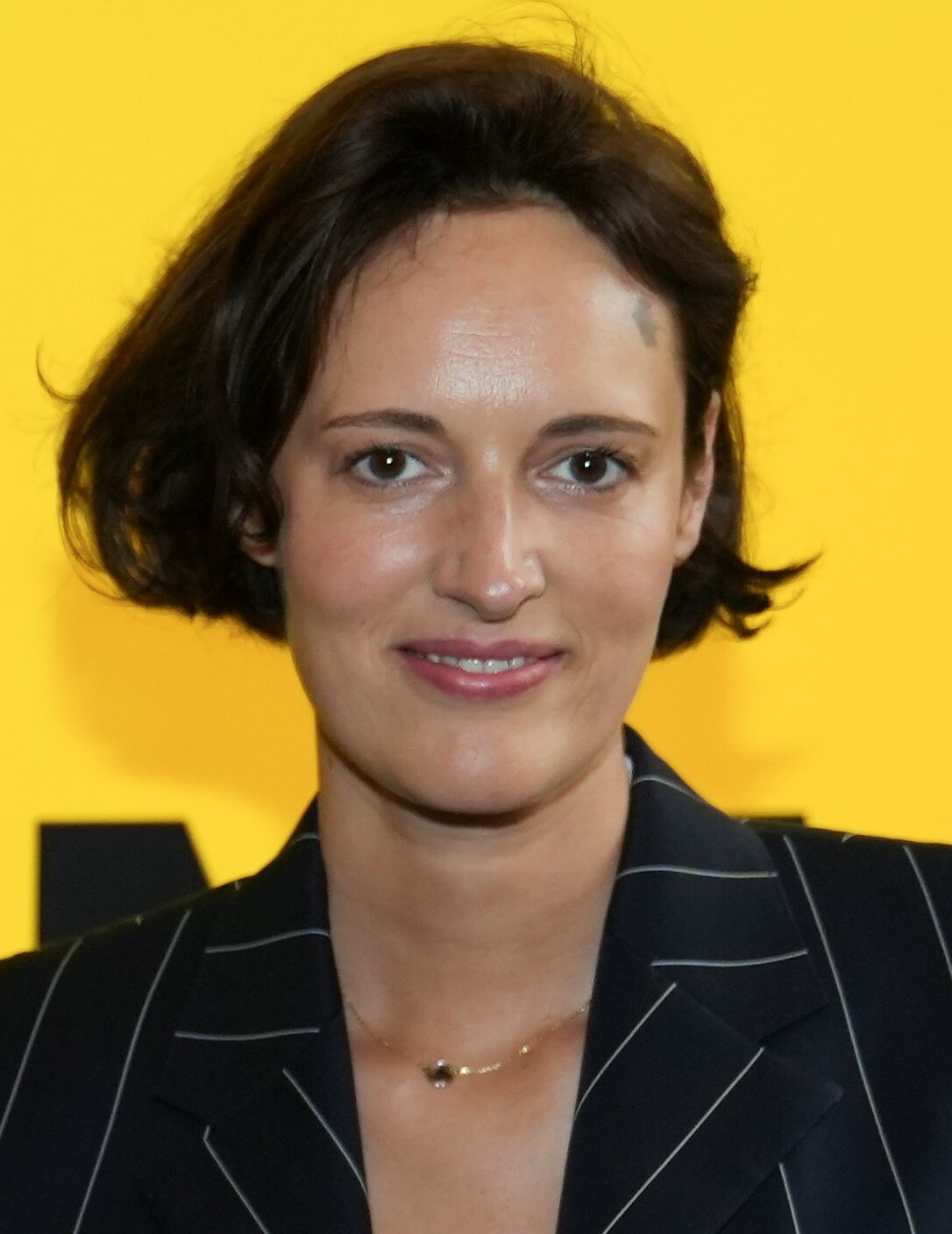
Serienschöpferin Phoebe Waller-Bridge (2023)

Die Serie basiert auf dem Theaterstück mit demselben Titel, das Waller-Bridge für die erste Staffel der Serie umgeschrieben hat. Die Rolle der Stiefmutter war zunächst nicht vorgesehen. Waller-Bridge fügte diese Rolle hinzu, nachdem Olivia Colman das Theaterstück gesehen und Interesse an einer Mitarbeit gezeigt hatte.
Zur Fernsehadaption kam es, als Mitarbeiter von BBC das Theaterstück in Edinburgh gesehen hatten. Daraufhin beauftragten sie Waller-Bridge mit der Produktion einer Pilotfolge. Für die Finanzierung der restlichen Serie kam Amazon dazu. Deshalb gab es einen langen zeitlichen Abstand zwischen der Erstellung der ersten Folge und der restlichen ersten Staffel.
Die Idee, mit der Kamera zu reden, probierte Waller-Bridge in ihrer Küche aus, indem Vicky Jones, die für Staffel eins als Script Editor arbeitete, sie mit einem Handy filmte. Nach kurzer Zeit merkten sie, dass diese Idee für die Serie funktionieren würde. Außerdem basiert die Figur der Boo auf Vicky Jones. Vom Regisseur Harry Bradbeer lernte Waller-Bridge die Technik der „Visual Sentences“. Aufgrund dessen wird Boo regelmäßig weinend vor einer viel befahrenen Straße gezeigt, um den Zuschauer an den Unfall zu erinnern, der nur kurz in der ersten Staffel erklärt wird.
Waller-Bridge wollte zunächst keine zweite Staffel machen, weshalb die erste Staffel einen Abschluss hat, der davon geprägt ist, dass Fleabag nicht mehr in die Kamera spricht. Sie konnte dieses Format wieder aufgreifen, mit der Idee, dass eine dritte Person erkennt, dass sie zeitweise abwesend ist und mit der Kamera redet. Zur Recherche für die zweite Staffel sprach Waller-Bridge mit einigen Priestern.
Die Musik produzierte Waller-Bridges Schwester, Isobel Waller-Bridge. Der regelmäßig wiederkehrende Chor in Staffel 2 basiert auf dem Lied In Memoriam von Bruno Coulais.

## Ausstrahlung
Die erste Staffel wurde ab 21. Juli 2016 auf BBC Three ausgestrahlt und wurde einen Monat später auf BBC Two wiederholt. In Deutschland erschien die erste Staffel am 3. Februar 2017 auf Amazon Video. Auch die zweite Staffel erschien auf Amazon Video, am 17. Mai 2019.
Die Free-TV-Premiere fand am 1. April 2021 auf One statt. Ungewöhnlich dabei ist die Ausstrahlung von Folgen in den frühen Morgenstunden, wohl um für das Angebot in der ARD Mediathek keinen zeitlichen Beschränkungen zu unterliegen.

## Feminismus in der Serie
Die Darstellung des Feminismus in der Serie wurde breit diskutiert. Es wurde angemerkt, dass die Protagonistin eine realistische Abbildung von Feminismus im Alltag darstellt. Die übliche Mediendarstellung entspreche einer „perfekten und starken“ Frauenfigur. Fleabag lässt dagegen Fehler zu und zeige damit Feminismus außerhalb des „kurierten Medienumfeldes“. Dies bringe auch eine bisher fehlende Repräsentation von solchen Frauendarstellungen auf die Bildschirme und gebe sogar ein feministisches Vorbild für die 2010er-Jahre ab.
Die Serie zeige auch das Scheitern an den Erwartungen des Feminismus im Alltag. So scheitert Fleabag oft an feministischen Erwartungen, wenn sie das Aussehen ihres eigenen Körpers nicht akzeptieren kann. Im Gegensatz dazu erscheint Claire als die prototypische erfolgreiche Frau. Allerdings nimmt sie die Seite ihres Mannes ein, nachdem dieser Fleabag sexuell belästigt hat. Weil Claire dem Opfer nicht glaubt, widerspricht auch sie feministischen Erwartungen. Das gezeigte Fehlverhalten der Männer wird auch im Zuge der #MeToo-Bewegung gesehen.
Waller-Bridge selbst beschreibt die Figur Fleabag als eine Person, die eine Feministin sein will, aber die Regeln dafür nicht versteht und deshalb immer das Gefühl hat, die feministische Bewegung zu enttäuschen. Dies wurde mit dem Konzept und Buch Bad Feminist von Roxane Gay in Verbindung gebracht.
Fleabags Handlungen seien trotzdem grenzüberschreitend, wenn sie die hergekommene Machtdynamik von Männern gegenüber Frauen umdrehe und Männer nur für Sex nutze. Damit etabliere die Serie einen „female gaze“ (Engl. für weiblichen Blick), im Gegensatz zum bereits viel verwendeten und erforschten Male gaze. Fleabag stelle so auch eine Figur mit sexueller Autonomie dar.

## Rezeption
Die Kritiken fielen für beide Staffeln positiv aus. Dabei wurde der schlaue und schwarze Humor hervorgehoben.
Gelobt wurde die Ausgestaltung der Hauptfigur, die durch die Vielschichtigkeit eine der markantesten der jüngeren Zeit sei. Hervorgehoben wurde dabei auch, dass die komplizierte Lebensrealität einer jungen Frau gut dargestellt werde. Dabei werden ernsthafte Themen in humoristischer Form gelungen gezeigt. Bezüglich der übrigen Charaktere habe Phoebe Waller-Bridge sichergestellt, dass auch die schlimmsten davon verletzliche und menschliche Momente haben.
Von der Machart sollen alle Einstellungen und Sätze zusammenpassen. Dabei soll es keine Szene zu viel geben und die Kompaktheit wurde hervorgehoben. Außerdem soll das „Pacing“ (dt. Montagerhythmus) stimmig sein. Die Fähigkeiten von Phoebe Waller-Bridge, das Drehbuch zu schreiben, wurde „genial“ genannt.
In der zweiten Staffel sei die Serie sogar weise in der Darstellung der Problemlagen der Figuren. Mit der letzten Folge der zweiten Staffel soll die Serie einen richtigen Abschluss gefunden haben. Die zweite Staffel wurde teilweise sogar noch besser als die erste bewertet.
Die Serie wurde generell für die Darstellung feministischer Themen gelobt. Marie-Luise Goldmann argumentiert: „Das Interessante und in dieser Form Niedagewesene an der Serie: Fleabag verdient das Etikett ‚feministisch‘ nicht nur, weil es eine coole Antiheldin hat, die – wie schon die ‚Girls‘ in Lena Dunhams amerikanischer HBO-Serie – ein bisschen unsympathisch, ein bisschen obszön und auf ihre Art radikal ist. Sondern auch deshalb, weil diese Antiheldin ständig jenes F-Wort ganz explizit in den Raum wirft, das in anderen Serien nur andeutungsvoll im Hintergrund mitschwingt: Feminismus.“ Die Serie solle die paradoxe Erwartung darstellen, dass es für Frauen essenziell sei, sympathisch zu sein und dies gleichzeitig der am wenigsten erreichbare Charakterzug ist.

## Besetzung und Synchronisation
Die deutsche Synchronisation entstand nach einem Dialogbuch und unter der Dialogregie von Matthias von Stegmann im Auftrag der Arena Synchron GmbH in Berlin. Sie wurde mit dem Deutschen Synchronpreis 2019 in der Sparte „Beste Comedyserie“ ausgezeichnet.
| Rolle         | Schauspieler         | Synchronsprecher   |
| ------------- | -------------------- | ------------------ |
| Fleabag       | Phoebe Waller-Bridge | Kathrin Gaube      |
| Claire        | Sian Clifford        | Caroline Ebner     |
| Stiefmutter   | Olivia Colman        | Susanne von Medvey |
| Vater         | Bill Paterson        | Erich Ludwig       |
| Boo           | Jenny Rainsford      | Friederike Sipp    |
| Martin        | Brett Gelman         | Markus Pfeiffer    |
| Harry         | Hugh Skinner         | Benedikt Gutjan    |
| Bankmanager   | Hugh Dennis          | Frank Röth         |
| Arschloch-Typ | Ben Aldridge         | Patrick Roche      |
| Busnager      | Jamie Demetriou      | Torben Liebrecht   |
| Priester      | Andrew Scott         | Marius Clarén      |

## Episodenliste

### Staffel 1
| Nr. (ges.) | Nr. (St.) | Deutscher Titel | Originaltitel | Erstausstrahlung Großbritannien | Deutschsprachige Erstausstrahlung (D) | Regie          | Drehbuch             |
| ---------- | --------- | --------------- | ------------- | ------------------------------- | ------------------------------------- | -------------- | -------------------- |
| 1          | 1         | Folge 1         | Episode 1     | 21. Juli 2016                   | 3. Feb. 2017                          | Tim Kirkby     | Phoebe Waller-Bridge |
| 2          | 2         | Folge 2         | Episode 2     | 28. Juli 2016                   | 3. Feb. 2017                          | Harry Bradbeer | Phoebe Waller-Bridge |
| 3          | 3         | Folge 3         | Episode 3     | 4. Aug. 2016                    | 3. Feb. 2017                          | Harry Bradbeer | Phoebe Waller-Bridge |
| 4          | 4         | Folge 4         | Episode 4     | 11. Aug. 2016                   | 3. Feb. 2017                          | Harry Bradbeer | Phoebe Waller-Bridge |
| 5          | 5         | Folge 5         | Episode 5     | 18. Aug. 2016                   | 3. Feb. 2017                          | Harry Bradbeer | Phoebe Waller-Bridge |
| 6          | 6         | Folge 6         | Episode 6     | 25. Aug. 2016                   | 3. Feb. 2017                          | Harry Bradbeer | Phoebe Waller-Bridge |

### Staffel 2
| Nr. (ges.) | Nr. (St.) | Deutscher Titel | Originaltitel | Erstausstrahlung Großbritannien | Deutschsprachige Erstausstrahlung (D) | Regie          | Drehbuch             |
| ---------- | --------- | --------------- | ------------- | ------------------------------- | ------------------------------------- | -------------- | -------------------- |
| 7          | 1         | Folge 1         | Episode 1     | 4. März 2019                    | 17. Mai 2019                          | Harry Bradbeer | Phoebe Waller-Bridge |
| 8          | 2         | Folge 2         | Episode 2     | 11. März 2019                   | 17. Mai 2019                          | Harry Bradbeer | Phoebe Waller-Bridge |
| 9          | 3         | Folge 3         | Episode 3     | 18. März 2019                   | 17. Mai 2019                          | Harry Bradbeer | Phoebe Waller-Bridge |
| 10         | 4         | Folge 4         | Episode 4     | 25. März 2019                   | 17. Mai 2019                          | Harry Bradbeer | Phoebe Waller-Bridge |
| 11         | 5         | Folge 5         | Episode 5     | 1. Apr. 2019                    | 17. Mai 2019                          | Harry Bradbeer | Phoebe Waller-Bridge |
| 12         | 6         | Folge 6         | Episode 6     | 8. Apr. 2019                    | 17. Mai 2019                          | Harry Bradbeer | Phoebe Waller-Bridge |

## Auszeichnungen
Primetime-Emmy-Verleihung 2019:
- Beste Comedyserie
- Beste Regie – Comedyserie (Harry Bradbeer)
- Bestes Drehbuch – Comedyserie (Phoebe Waller-Bridge)
- Beste Hauptdarstellerin – Comedyserie (Phoebe Waller-Bridge)

Primetime Creative Arts Emmy Awards 2019
- Bestes Casting – Comedyserie (Olivia Scott-Webb)
- Bester Schnitt – Comedyserie (Gary Dollner)[42]

Golden-Globe-Verleihung 2020:
- Beste Serie – Komödie/Musical
- Beste Serien-Hauptdarstellerin – Komödie/Musical (Phoebe Waller-Bridge)

## Trivia
- Am Ende der zweiten Staffel sitzt Fleabag an einer Bushaltestelle und wartet auf einen Bus in Richtung Dollner Avenue. Damit wollte Waller-Bridge dem Filmeditor der Serie, Gary Dollner, Tribut zollen.[43]
- Der Vater hat keinen Namen, weshalb die Stiefmutter ihn in Folge 6 der zweiten Staffel während der Hochzeit nicht namentlich vorstellen kann.[44]
- Die Statue, die Fleabag von ihrer Stiefmutter stiehlt, hat bis kurz vor Serienschluss die Funktion eines MacGuffin. Schließlich wird aufgedeckt, dass die Statue auf Fleabags verstorbener Mutter beruht.[45]